# Wereldkampioenschappen badminton 2010

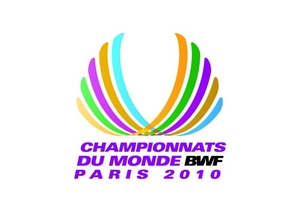
Logo

De 18e wereldkampioenschappen badminton worden in 2010 georganiseerd in Parijs (Frankrijk). Het toernooi wordt georganiseerd door de Wereld Badminton Federatie (BWF). Er werd gestreden om vijf titels, te weten:
- Mannen enkelspel
- Vrouwen enkelspel
- Mannen dubbelspel
- Vrouwen dubbelspel
- Gemengd dubbelspel

## Het toernooi
De Chinese waren tijdens dit toernooi oppermachtig, op alle vijf de onderdelen wonnen zij goud en ze zijn ook als eerste geëindigd in het medaille klassement met 11 medailles. In het enkelspel waren Jin Chen, bij de mannen, en Wang Lin, bij de vrouwen. Degene die de gouden medaille om mochten doen. In de dubbel spelen waren dit Yun Cai en Haifeng Fu, bij de mannen dubbel, Jing Du en Yang Fong Yu bij de vrouwen dubbel, en Bo Zheng en Jin Ma bij het gemengd dubbel. Denemarken was het enige Europese land dat medailles wist te pakken, met Peter Hoeg Gade en Tine Baun hebben zij twee bronzen medailles op de enkelspellen behaald.

## Belgische deelnemers
De Belgische deelnemers die in actie kwamen werden allemaal in de eerste ronde uitgeschakeld.
| Naam                               | Onderdeel          | Resultaat | Tegenstanders (uitslagen)                             |
| ---------------------------------- | ------------------ | --------- | ----------------------------------------------------- |
| Yuhan Tan                          | mannen enkelspel   | 1e ronde  | 1R: Muhammad Hafiz Hashim (13-21, 15-21)              |
| Lianne Tan                         | vrouwen enkelspel  | 1e ronde  | 1R: Tine Baum (10-21, 11-21)                          |
| Steffi Annys Severine Corvilain    | vrouwen dubbelspel | 1e ronde  | 1R: Sanni Rautala / Noora Virta (15-21, 21-19, 11-21) |
| Jonathan Gillis Severine Corvilain | gemengd dubbelspel | 1e ronde  | 1R: Peng Soon Chan / Liu Ying Goh (12-21, 14-21)      |

## Nederlandse deelnemers
Voor Nederland kwamen de volgende deelnemers in actie.
| Naam                                   | Onderdeel          | Resultaat | Tegenstanders (uitslagen) |
| -------------------------------------- | ------------------ | --------- | --- |
| Dicky Palyama                          | mannen enkelspel   | 3e ronde  | 1R: Brice Leverdez (21-16, 21-15) 2R: Misha Zilberman (21-9, 21-13) 3R: Kazushi Yamada (21-14, 19-21, 11-21)                                                |
| Eric Pang                              | mannen enkelspel   | 1e ronde  | 1R: Rajiv Ouseph (19-21, 21-15, 21-23) |
| Ruud Bosch Koen Ridder                 | mannen dubbelspel  | 2e ronde  | 1R: Vladimir Ivanov / Ivan Sozonov (21-12, 21-17) 2R: Guo Zhendong / Xu Chen (16-21, 13-21)                                                                 |
| Judith Meulendijks                     | vrouwen enkelspel  | 1e ronde  | 1R: Petya Nedelcheva (21-14, 16-21, 10-21) |
| Yao Jie                                | vrouwen enkelspel  | 3e ronde  | 1R: Aiying Xing (21-17, 9-21, 21-8) 2R: Kristina Ludikova (21-13, 16-21, 21-15) 3R: Wang Shixian (13-21, 5-21)                                              |
| Samantha Barning Eefje Muskens         | vrouwen dubbelspel | 1e ronde  | 1R: Jwala Gutta / Ashwini Ponnappa (niet gespeeld) |
| Paulien van Dooremalen Lotte Jonathans | vrouwen dubbelspel | 3e ronde  | 1R: Lena Frier Kristiansen / Marie Roepke (niet gespeeld) 2R: Imogen Bankier / Emma Mason (21-17, 21-13) 3R: Cheng Wen Hsing / Chien Yu Chin (14-21, 15-21) |
| Dave Khodabux Samantha Barning         | gemengd dubbelspel | 1e ronde  | 1R: Stilian Makarski / Diana Dimova (21-14, 11-21, 19-21)                                                                                                   |

## Medailles
| Onderdeel          | Goud               | Zilver                       | Brons                         |
| ------------------ | ------------------ | ---------------------------- | ----------------------------- |
| Mannen enkelspel   | Chen Jin           | Taufik Hidayat               | Peter Gade                    |
| Mannen enkelspel   | Chen Jin           | Taufik Hidayat               | Park Sung-Hwan                |
| Vrouwen enkelspel  | Wang Lin           | Wang Xin                     | Wang Shixian                  |
| Vrouwen enkelspel  | Wang Lin           | Wang Xin                     | Tine Baun                     |
| Mannen dubbelspel  | Cai Yun Fu Haifeng | Kien Keat Koo Boon Heong Tan | Markis Kido Hendra Setiawan   |
| Mannen dubbelspel  | Cai Yun Fu Haifeng | Kien Keat Koo Boon Heong Tan | Guo Zhendong Xu Chen          |
| Vrouwen dubbelspel | Du Jing Yu Yang    | Ma Jin Wang Xiaoli           | Cheng Wen-hsing Chien Yu-chin |
| Vrouwen dubbelspel | Du Jing Yu Yang    | Ma Jin Wang Xiaoli           | Cheng Shu Zhao Yunlei         |
| Gemengd dubbelspel | Zheng Bo Ma Jin    | He Hanbin Yu Yang            | Lee Sheng-mu Chien Yu-chin    |
| Gemengd dubbelspel | Zheng Bo Ma Jin    | He Hanbin Yu Yang            | Ko Sung-hyun Ha Jung-eun      |

### Medailleklassement
| Plaats | Land           | Goud | Zilver | Brons | Totaal |
| 1      | China          | 5    | 3      | 3     | 11     |
| 2      | Indonesië      | 0    | 1      | 1     | 2      |
| 3      | Maleisië       | 0    | 1      | 0     | 1      |
| 4      | Zuid-Korea     | 0    | 0      | 2     | 2      |
| 4      | Denemarken     | 0    | 0      | 2     | 2      |
| 4      | Chinees Taipei | 0    | 0      | 2     | 2      |
| Totaal | Totaal         | 5    | 5      | 10    | 20     |